# Banchus moppiti
Banchus moppiti là một loài tò vò trong họ Ichneumonidae.